# Gutrix
Gutrix är ett danskt fyramannaband startat av två tidigare medlemmar i Mercyful Fate, gitarrist Hank Shermann och trummis Bjarne T. Holm. När Mercyful Fate avslutade sin USA-turné 1995 startade de Gutrix tillsammans med basisten Claus Wiergang och vokalisten Richard Plougmann. Shermann, Holm och Wiergang hade tidigare spelat tillsammans i Zoser Mez, och släppte ett album 1991 tillsammans med gitarristen Michael Denner, även han från Mercyful Fate. Gutrix har sina musikaliska rötter i hårdrockens gyllene era i mitten av 70-talet och låtarna har tydliga influenser från den tidens stora band: Deep Purple, Led Zeppelin och Judas Priest. Deras album "Mushroom Songs" inkluderar två covers, Janis Joplins "Move Over" och Judas Priests "Exiter".

## Medlemmar
Senaste kända medlemmar
- Hank Shermann – gitarr (1995–1997)
- Bjarne T. Holm – trummor (1995–1997)
- Claus Weiergang – basgitarr (1995–1997)
- Richard Plougmann – sång (1995–1997)

## Diskografi
Studioalbum
- 1996 – Mushroom Songs